# يان كوبريفيتش
يان كوبريفيتش (بالسلوفينية: Jan Koprivec)‏ (15 يوليو 1988 بكوبر في سلوفينيا - ) هو لاعب كرة قدم سلوفيني في مركز حراسة المرمى. شارك مع منتخب سلوفينيا تحت 17 سنة لكرة القدم ومنتخب سلوفينيا تحت 19 سنة لكرة القدم ومنتخب سلوفينيا تحت 21 سنة لكرة القدم. أما مع النوادي، فقد لعب مع أنورثوسيس فاماغوستا ونادي أودينيزي ونادي باري ونادي بيروجيا ونادي كالياري وASD Città di Gallipoli ‏.

## روابط خارجية
- يان كوبريفيتش على موقع قاعدة بيانات كرة القدم.إي يو (الإنجليزية)
- يان كوبريفيتش على موقع ناشيونال فوتبول تيمز (الإنجليزية)
- يان كوبريفيتش على موقع Soccerway.com (الإنجليزية)